# Уметност израде стаклених перли
Уметност израде стаклених перли је вештина прављења перли од стакла у Италији и Француској. То је техника којом се стакло обликује ватром. Године 2020. Уметност стаклених перли уписана на Унескову Репрезентативну листу нематеријалног културног наслеђа човечанства.

## Историјат
Од 16. века су посебна значајна у овој уметности два производна центра, Париз, са својом заједницом стручњака за стаклене перле, и Венеција, права европска престоница стакла. Производња стаклених перли у Венецији датира још из 14. века. Производиле су се у Мурану и на целој територији Венеције. Стаклене перле су биле драгоцена роба за трговину.
Историја уметности стаклених перли у Француској датира од касног средњег века када су занатлије учили тајне заната од венецијанских стаклара. Уметност стаклених перли се у Француској до те мере развила да је град Невер у 17. веку постао мали француски Мурано.
Италијанска и француска заједница су у уметности стаклених перли уједињене од 19. века бројним техничким, културним и уметничким разменама.
Вештина прављења стаклених перли, тј. уметност стаклених перли, уско је повезана са богатством знања и познавања и владања материјалом (стакло) и елементом (ватра). Уметност обухвата специфична знања и вештине, као и употребу специфичних традиционалних алата и процеса. Процес израде укључује различите фразе.
Стицање вештина прављења стаклених перли у обе државе је углавном неформално; знање се преноси у радионицама где шегрти стичу знања кроз посматрање, експериментисање и праксу под надзором стручних занатлија. Процес стицања вештина се такође може десити кроз формално образовање у техничким установама.

### Италија
У Италији прављење стаклених перли има два облика:
- a lume beads (са дуваљком), и
- da canna beads (перле се праве сечењем, омекшавањем и полирањем шупљег штапа)

### Француска
У Француској се пуне перле праве бакљом и врело стакло се заокружује ротацијом и гравитацијом, или се шупље перле праве или на трну или дувањем у шупљи штап.

### Сложенија производња
Сложенија производња која је уобичајена у обе државе, мурано (murrines), састоји се од склапања вишебојних стаклених штапова око језгра. Перле се потом украшавају и користе на разне начине.

### Употреба
Стаклене перле се користе углавном за прављење поклона који се користе за обележавање одређених догађаја и друштвених прилика, а пракса промовише друштвену кохезију и спретност у ручном и занатском раду.